# 耶鲁法学院

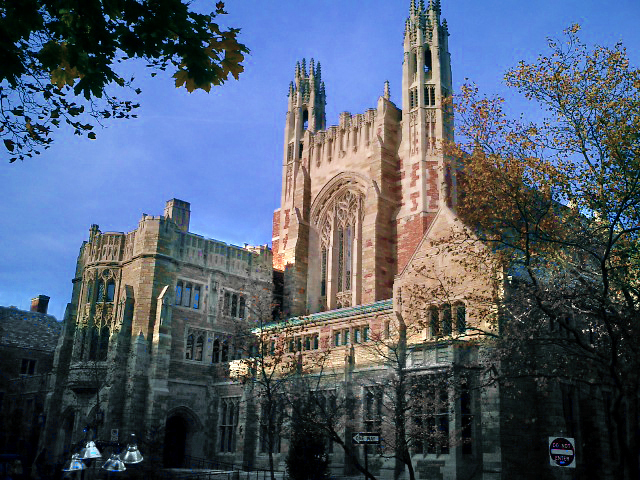
斯特林法学大楼

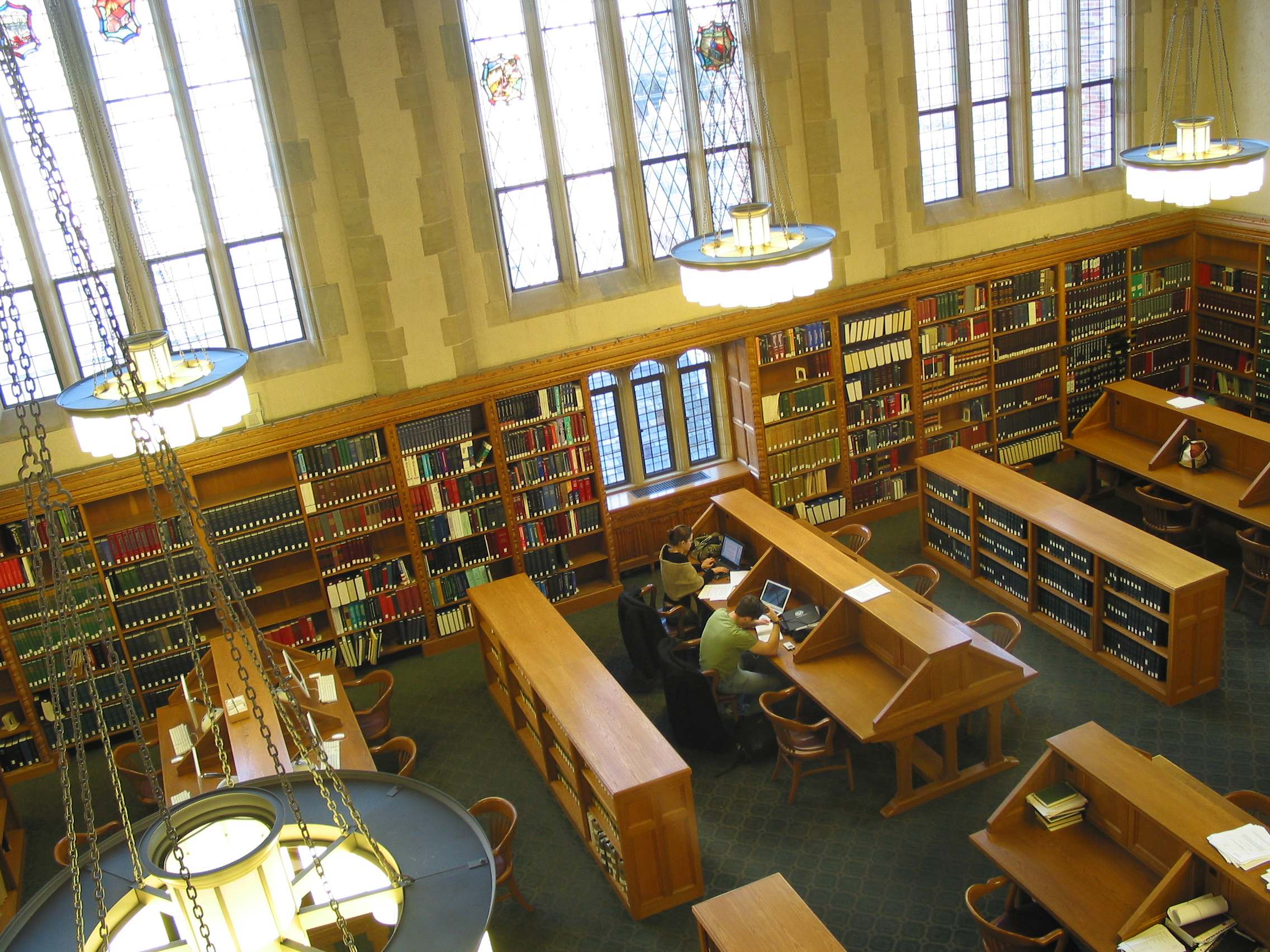
耶鲁法学院图书馆内景

耶鲁法学院（英語：Yale Law School）位于美国康涅狄格州的纽黑文市。

## 历史
成立于1843年。其自《美国新闻与世界报道》1987年开始发布美国法学院排名以来，一直名列第一位，常年被視為全美國最頂尖之法学院。
耶鲁法学院的學生规模较小，2023年法律博士招生人数为201人，学生教师比为7.5：1，是美国法学院比例最低的。耶鲁法学院的图书馆有80万册藏书。
耶鲁法学院的著名校友包括美国的杰拉尔德·福特总统、比尔·克林顿总统、希拉里·克林顿国务卿。

## 著名校友
美國總統
- 比尔·克林顿: 第42任美國總統
- 傑拉爾德·福特: 第38任美國總統

內閣成員
- 希拉蕊·克林頓: 前美國第一夫人、第67任美國國務卿
- 羅伯特·萊克: 第22任美國勞工部長
- 傑克·蘇利文: 拜登政府白宮國家安全顧問
- 吉娜·雷蒙多:（英語：Gina Marie Raimondo，1971年5月17日—），美國政治家和風險資本家，民主黨籍，現任美國商務部長。